# Wacław Klimas
Wacław Klimas (ur. 27 lutego 1929 w Iglicach, zm. 1997) – polski dyplomata, ambasador w Kongu (Léopoldville) (1967–1971) oraz Tanzanii (1976–1980).

## Życiorys
Okres okupacji niemieckiej spędził w Poznaniu, gdzie pracował jako mechanik samochodowy. W 1948 zdał maturę. W 1952 uzyskał dyplom magistra filologii klasycznej na Uniwersytecie Poznańskim. W latach 1952–1954 pracował w Katedrze Filologii Klasycznej i w Bibliotece Uniwersyteckiej Uniwersytetu Poznańskiego jako asystent. W 1954 rozpoczął pracę w Ministerstwie Spraw Zagranicznych (MSZ). W 1956 wstąpił do Polskiej Zjednoczonej Partii Robotniczej, pełniąc między innymi funkcje członka Komisji Zakładowej oraz Oddziałowej Organizacji Partyjnej w MSZ. W latach 1956–1961 był attaché Poselstwa w Atenach, przejściowo kierował placówką jako chargé d’affaires (1959–1960). Po powrocie, do 1963, starszy radca w Departamencie IV MSZ. W latach 1963–1966 na stanowisku I sekretarza Ambasady w Brukseli. Od 1967 do 1971 ambasador w Kongu (Léopoldville). Następnie w Departamencie Studiów i Programowania, a od 1973 radca ministra Departamentu V MSZ. W latach 1972–1973 studiował podyplomowo w Studium Służby Zagranicznej przy Wyższej Szkole Nauk Społecznych przy KC PZPR. W latach 1976–1980 na stanowisku Ambasadora w Tanzanii, akredytowany także w Mozambiku, Zambii, Madagaskarze i Somalii.
Syn Józefa i Franciszki.

## Publikacje książkowe
- Wacław Klimas, Zair, Warszawa: Ośrodek Informacji o Afryce, 1972, OCLC 839037132. Brak numerów stron w książce
- Wacław Klimas, Kongo, Warszawa: Książka i Wiedza, 1976. Brak numerów stron w książce

Tłumaczenia
- Marcus Tullius Cicero, Katon Starszy o starości, Wacław Klimas (tłum.), Kraków: Wydawnictwo Literackie, 1995, ISBN 83-08-02578-1, OCLC 750945397. Brak numerów stron w książce